# Max Albert (Schriftsteller)
Max Albert; Pseudonyme: Till Lykke, Albert Steen (* 12. Januar 1905 in Magdeburg als Max Franz Friedrich Albert; † 1976) war ein deutscher Schriftsteller.

## Leben
Max Albert hielt sich von 1922 bis 1939 in Übersee auf. Anschließend lebte er als freier Schriftsteller in Dresden. Daneben war er Funktionär
des Nationalsozialistischen Lehrerbundes. Er nahm am Zweiten Weltkrieg teil, nach dessen Ende er in Troisdorf (Rheinland) lebte. Albert war Verfasser von meist an exotischen Schauplätzen angesiedelten Abenteuergeschichten sowie von Hörspielen. 

## Werke
- Die tötende Trommel, Dresden 1937
- Die letzte Fahrt der "Dagö", Dresden 1938
- Die Stadt unter dem Sande, Dresden 1938
- Der Bezirksamtmann von Kaewieng, Reutlingen 1939
- Wettsegeln auf Tod und Leben, Berlin 1942
- Klaus Brand, Berlin 1944
- Abenteuer in Australien und Alaska, Berlin 1948
- Kapitän Erlenbach erzählt, Lahr 1950
- Lokoli, Trommel des Urwalds, Nürnberg 1960 (unter dem Namen Albert Steen)
- Zwei treue Freunde, Hannover 1968
- Schatten im Dschungel, Hannover 1969